# Тета
Θ, θ (название: те́та, греч. θήτα, др.-греч. θῆτα) — 8-я буква греческого алфавита. В системе греческой алфавитной записи чисел имеет числовое значение 9. Происходит от финикийской буквы 𐤈 — тет. От буквы тета произошла кириллическая буква Ѳ (фита́).
Новогреческое название — фи́та [ˈθi.ta].
В древнегреческом звучала как придыхательный [tʰ], потом перешла в [θ].

## Кириллическая фита
В дореволюционной орфографии русского языка существовала буква фита, происходящая от теты, и заимствованные из греческого языка слова с тетой писались через фиту (например, др.-греч. Θῆβαι как «Ѳивы», ὀρθογραφία как «орѳографія», Θεσσαλία как «Ѳессалія»).

## Применение
- Во всемирной фонетической транскрипции (Международный фонетический алфавит) греческая буква тета изображает глухой зубной щелевой согласный звук. В прошлом для этой цели использовался знак þ.
- Символ используется для обозначения температуры в физике, в частности, характеристической температуры Дебая.
- В теории электрослабого взаимодействия означает угол Вайнберга.
- Этой буквой обозначается зенитный угол в сферической системе координат.
- В электромеханике данной буквой обозначается угол нагрузки синхронного электродвигателя.
- В сопромате этой буквой обозначаются углы поворота прогибающейся под нагрузкой балки.
- Один из ритмов ЭЭГ в медицине — тета-ритм.
- Прописная буква обозначает параметр расширения во внутренней баллистике.
- Строчная буква означает угол в момент запуска тела во внешней баллистике.
- В саентологии греческое слово тета (и буква Θ) используется в качестве символа, обозначающего мысль как «энергию».
- В теории анализа сложности алгоритмов обозначает временную сложность алгоритма.
- В линейной алгебре является одним из обозначений нулевой матрицы[1].
- В O-нотации обозначает функцию, асимптотически эквивалентную заданной.
- В математике существует Тета-функция.
- В коллоидной химии обозначается площадь поверхности адсорбента, занятая молекулами ПАВ.